# Dawnn Lewis

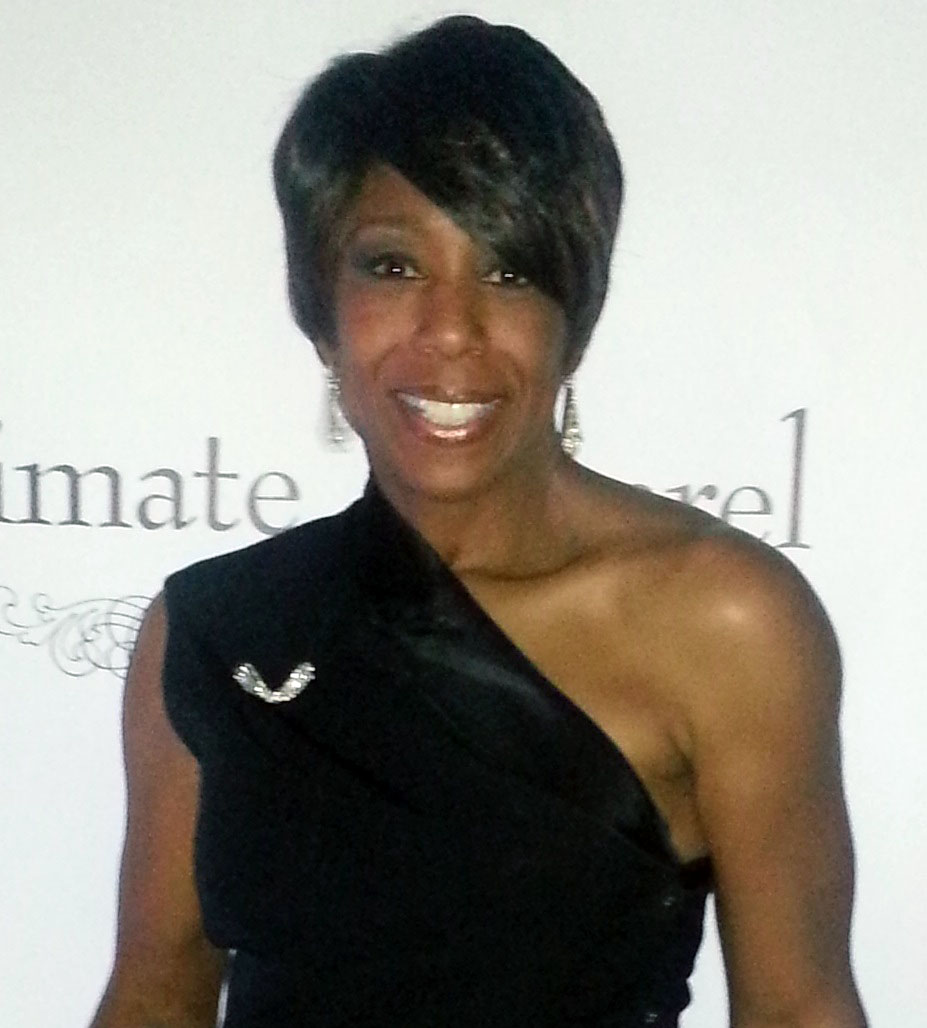
Dawnn Lewis, 2012

Dawnn Lewis (* 13. August 1961 in Brooklyn, New York City) ist eine US-amerikanische Musical- und Filmschauspielerin und Synchronsprecherin.

## Leben
Dawnn Lewis absolvierte bis 1985 ein Musical-Studium an der University of Miami. Danach war sie einige Jahre als Musicaldarstellerin tätig.
Sie wurde ab 1987 als „Jaleesa“ in der Sitcom College Fieber im Fernsehen bekannt. Danach spielte sie in der Sitcom Echt super, Mr. Cooper mit. Es folgten weitere Fernsehauftritte, auch als Stimme in Zeichentrickserien. 2000 erschien das Soul-Album Worth Waiting For mit selbstkomponierten Songs. Ab 2019 synchronisierte sie „Chief“ in der Zeichentrickserie Carmen Sandiego. Ab Ende 2019 spielte sie für zweieinhalb Jahre „Zelma“, Tina Turners Mutter, im Broadway-Musical Tina. Seit 2020 ist sie die Originalstimme von „Captain Carol Freeman“ in Star Trek: Lower Decks.

## Filmografie (Auswahl)
- 1987–1992: College Fieber (A Different World, Fernsehserie, 119 Folgen)
- 1988: Ghettobusters (I’m Gonna Git You Sucka)
- 1992–1993: Echt super, Mr. Cooper (Hangin’ with Mr. Cooper, Fernsehserie, 22 Folgen)
- 1995–1997: New Spider-Man (Zeichentrickserie, 13 Folgen, Stimme)
- 1997: Under Pressure
- 1999–2012: Futurama  (Fernsehserie, 13 Folgen, Stimme)
- 2000: Das zehnte Königreich (The 10th Kingdom, Fernsehserie, 7 Folgen)
- 2006: Dreamgirls
- 2007: Futurama: Bender’s Big Score (Stimme)
- 2012: Let It Shine – Zeig, was Du kannst! (Let It Shine)
- 2012–2013: Zeit der Sehnsucht (Days of Our Lives, Fernsehserie, 5 Folgen)
- 2014–2018: Major Crimes (Fernsehserie, 11 Folgen)
- 2018: This Is Us – Das ist Leben (This Is Us) (Fernsehserie, 2 Folgen)
- 2018: iZombie (Fernsehserie)
- 2019: Veronica Mars (Fernsehserie, 8 Folgen)
- 2019–2021: Carmen Sandiego (Fernsehserie, 27 Folgen)
- 2020–2024: Star Trek: Lower Decks (Fernsehserie, Stimme)
- 2020: The Boys (Fernsehserie, 1 Folge)
- 2021: 9-1-1: Notruf L.A. (9-1-1, Fernsehserie, 1 Folge)